# プブリウス・コルネリウス・ドラベッラ (紀元前35年の補充執政官)
プブリウス・コルネリウス・ドラベッラ（ラテン語: Publius Cornelius Dolabella、生没年不明）は紀元前1世紀中期の共和政ローマの政治家・軍人。紀元前35年に補充執政官（コンスル）を務めた。

## 出自
パトリキ（貴族）であるコルネリウス氏族の出身。コルネリウス氏族はエトルリアから来たと思われる。ドラベッラというコグノーメン（第三名、家族名）が確認できるのは紀元前283年の執政官プブリウス・コルネリウス・ドラベッラが最初である。コグノーメンはラテン語の「dolabra」（斧）に由来すると思われる。
カピトリヌスのファスティの該当部分は欠落しているが、父は紀元前44年の補充執政官プブリウス・コルネリウス・ドラベッラと思われる。

## 経歴
ドラベッラの経歴はほとんど分かっていない。しかし、発見されているいくつかの銅貨から、経歴の初期段階でシキリア属州の造幣三人官であったと推測されている。紀元前35年、セクストゥス・ポンペイウスの後任として補充執政官に就任するが、彼がオクタウィアヌスとマルクス・アントニウスのどちらの支持者だったかは不明である。ただ、オクタウィアヌスがクレオパトラを捕らえた際に、その計画を知らせたのがドラベッラだった可能性がある。また、紀元前16年から紀元前13年にかけてアウグストゥスのガリア遠征に同行したドラベッラも、彼である可能性がある。

## 家族
ドラベッラは、プブリウス・クィンクティリウス・ウァルスの妹であるクインティリアと結婚し、その息子が西暦10年に執政官となったプブリウス・コルネリウス・ドラベッラであると推測されている。

## 参考資料
- Badian E. The Dolabella of the Republic. In: Papers of the British School at Rome . New Series, Vol. 20, 1965
- Bobrovnikova T. Scipio African. - M .: Young Guard, 2009 .-- 384 p. - ISBN 978-5-235-03238-5.
- Tansey P. "The Perils of Prosopography: The Case of the Cornelii Dolabellae", Zeitschrift für Papyrologie und Epigraphik, 130 (2000),
- Burr Marsh, F. (1922). The Founding of the Roman Empire (Second ed.). University of Texas. p. 302. ISBN 0722224311.
- Bradford E. (1972). Cleopatra. Harcourt Brace Jovanovich. p. 277. ISBN 9780151181407.